# Sputnik (Zeitschrift)
Die Zeitschrift Sputnik (russisch: Begleiter) wurde 1967 gegründet und von der sowjetischen Nachrichtenagentur Nowosti in mehreren Sprachen herausgegeben. Zielgruppe war das sozialistische und westliche Ausland. Sie diente bis etwa 1991 als publizistischer Botschafter der Sowjetunion.

## Selbstverständnis und Funktion für das Ausland
Sputnik verstand sich als Digest der sowjetischen Presse und führte dies auch als Untertitel. Entsprechend erschienen Artikel aus allen Bereichen von Politik, Kultur, Wissenschaft und Gesellschaft, meist durchgehend mit farbigen Illustrationen und Fotos sowie von redaktionellen Beiträgen kommentiert. Die kulturelle Vielfalt der verschiedenen Nationalitäten und der regionalen geografischen und klimatischen Verhältnisse des Landes wurde dokumentiert. Auch ein Russisch-Kursus war Bestandteil.
Die Zeitschrift war im Kleinformat auf Hochglanzpapier gedruckt und broschiert. Sie wurde zum Teil in Finnland gedruckt. Da die Zielgruppe auch im Westen lag, bemühte sich die Redaktion, auf ein Übermaß sozialistischer Rhetorik zu verzichten und, in begrenztem Umfang, auch leicht systemkritische Aspekte einzubringen. Die deutschsprachige Ausgabe wurde sowohl in der DDR als auch in der Bundesrepublik vertrieben. Besonders beliebt waren auch die Radio-Jerewan-Witze, die häufig Schwächen des Sozialismus aufs Korn nahmen.
Im Zuge der Glasnost- und Perestroika-Politik des KPdSU-Generalsekretärs Michail Gorbatschow nahm die kritische Berichterstattung auch in der Zeitschrift Sputnik zu. Die DDR-Bürger erfuhren dadurch über die politischen Umwälzungen in der Sowjetunion und lasen über Verbrechen Stalins, der mit Hitler verglichen wurde. Bislang verfemte Künstler wurden in Sputnik-Artikeln rehabilitiert, sodass die Zeitschrift in der DDR immer begehrter wurde.

## Reaktion in der DDR 1988

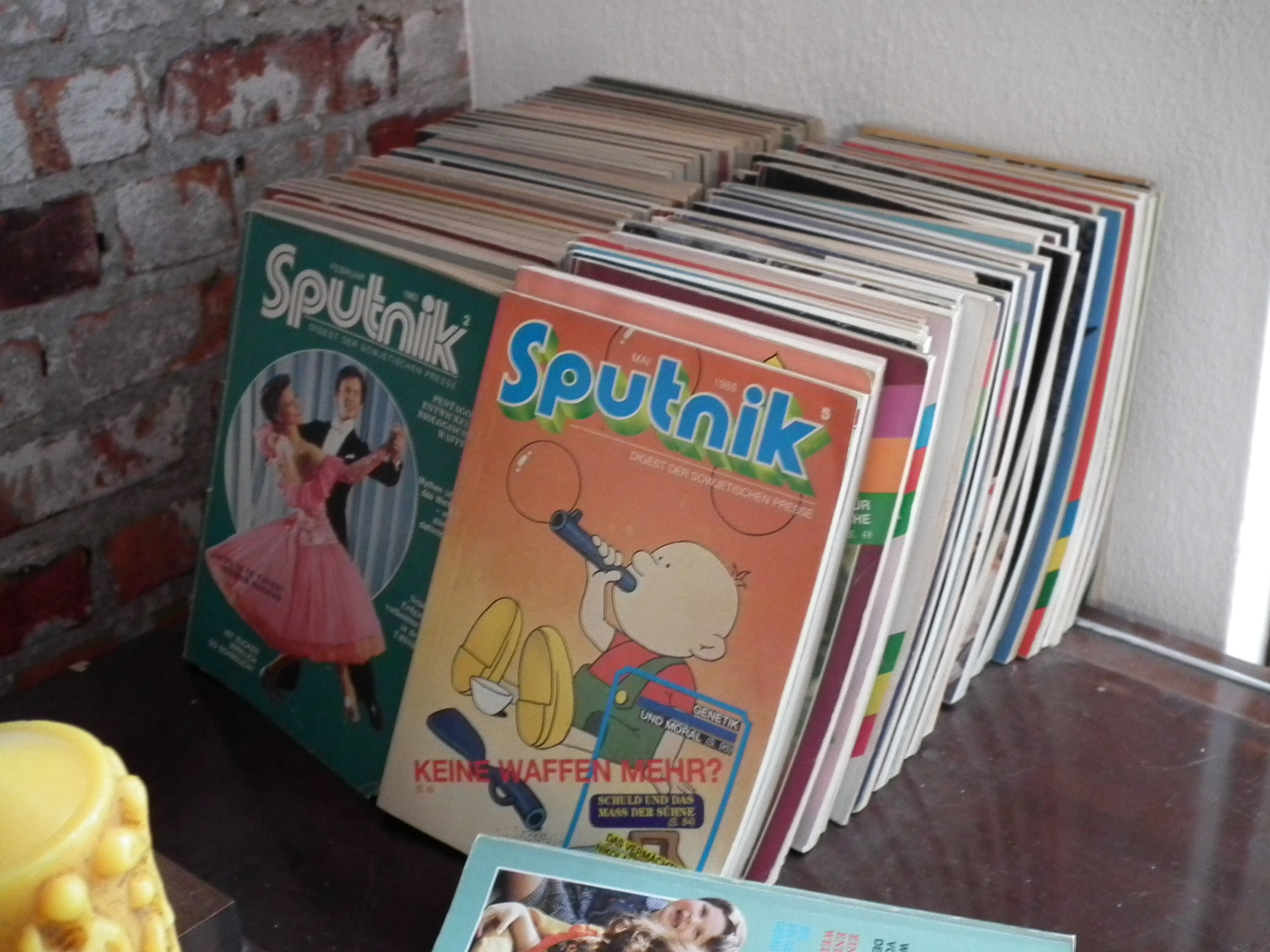
Sputnik Zeitschriften

Die SED-Führung irritierten besonders einige Artikel über Stalin, der in ihrer Sicht immer ein strikter Gegner der NS-Diktatur war. Als Sputnik im Herbst 1988 über den deutsch-sowjetischen Nichtangriffspakt vom 24. August 1939 berichtete, geriet diese offizielle Sicht ins Wanken.
Daher unterband die DDR-Regierung am 18. November 1988 die Auslieferung der Zeitschrift durch den Postzeitungsvertrieb (DDR), was praktisch auf ein Verbot hinauslief. Die SED-Zeitung Neues Deutschland brachte dazu am 19. November unter der Überschrift „Mitteilung der Pressestelle des Ministeriums für Post- und Fernmeldewesen“ folgende Meldung: „Berlin (ADN). Wie die Pressestelle des Ministeriums für Post- und Fernmeldewesen mitteilt, ist die Zeitschrift ‚Sputnik‘ von der Postzeitungsliste gestrichen worden. Sie bringt keinen Beitrag, der der Festigung der deutsch-sowjetischen Freundschaft dient, stattdessen verzerrende Beiträge zur Geschichte.“ Eine weitergehende Begründung gab es nicht. Es wurde noch darauf verwiesen, dass der Sputnik kein Organ der sowjetischen Regierung sei und deshalb auch nicht die Sowjetunion angemessen repräsentieren könne.
Die Ausgabe 10/1988 hatte erstmals unter der Überschrift Stalin und der Krieg über den von der SED geleugneten deutsch-sowjetischen Nichtangriffspakt berichtet. Die wachsende Opposition in der DDR bezeichnete die Reaktion der SED als Verbot.
Mit ihrer Reaktion heizte die SED-Führung den Unmut in der DDR und sogar in der Partei weiter an. Das Wort „Sputnik“ – auf Flugzetteln oder als Inschrift – wurde zum Synonym für die Unterdrückung der Meinungs- und Pressefreiheit durch die SED und ihre Darstellung zur Rolle Stalins. 
Die oppositionellen Umweltblätter berichteten im Dezember 1988 von Protesten gegen die SED-Reaktionen, die auch fünf aktuelle sowjetische Filme betraf, und druckten die wichtigsten Beiträge der Monatszeitschrift nach. Ein Beitrag diskutierte die Frage „Hätte es ohne Stalin Hitler gegeben?“ Der Schwerpunkt lag auf Beiträgen zu Stalin, seiner Diktatur, seinen Gefolgsleuten und den Folgen. Auch an seinem prominenten Nachfolger Leonid Breschnew wurde Kritik geübt. Beim Lesen der Artikel wurde deutlich, warum das SED-Politbüro dies seinen Bürgern vorenthalten wollte. Die Parallelen zur eigenen Machtpraxis waren unübersehbar.
Ende 1989 erschien ein Sonderheft Das Beste aus SPUTNIK Oktober 1988 – Oktober 1989, das „in erster Linie für diejenigen Leser (…) bestimmt (ist), denen es nicht möglich war, in diesem Zeitraum unsere Zeitschrift zu lesen“ (Vorspann).
2014 wurde der Titel der Zeitschrift von dem russischen Medienunternehmen Rossija Sewodnja für das gleichnamige Nachrichtenportal reaktiviert.